# Campionato mondiale vetture sport 1960
Il Campionato mondiale vetture sport 1960, la cui denominazione ufficiale è World Sports Car Championship, è stata la 8ª edizione del Campionato mondiale vetture sport.
Organizzato dalla Federazione Internazionale dell'Automobile tramite la Commissione Sportiva Internazionale e riservato alle vetture sport con cilindrata limitata a 3 litri, è stato vinto dalla Ferrari con la 250 Testa Rossa pilotata da Phil Hill, Cliff Allison, Olivier Gendebien e Paul Frère.
Tre prove del Campionato del mondo vetture sport sono valide anche per la Coppa vetture gran turismo.

## Regolamento
Titoli

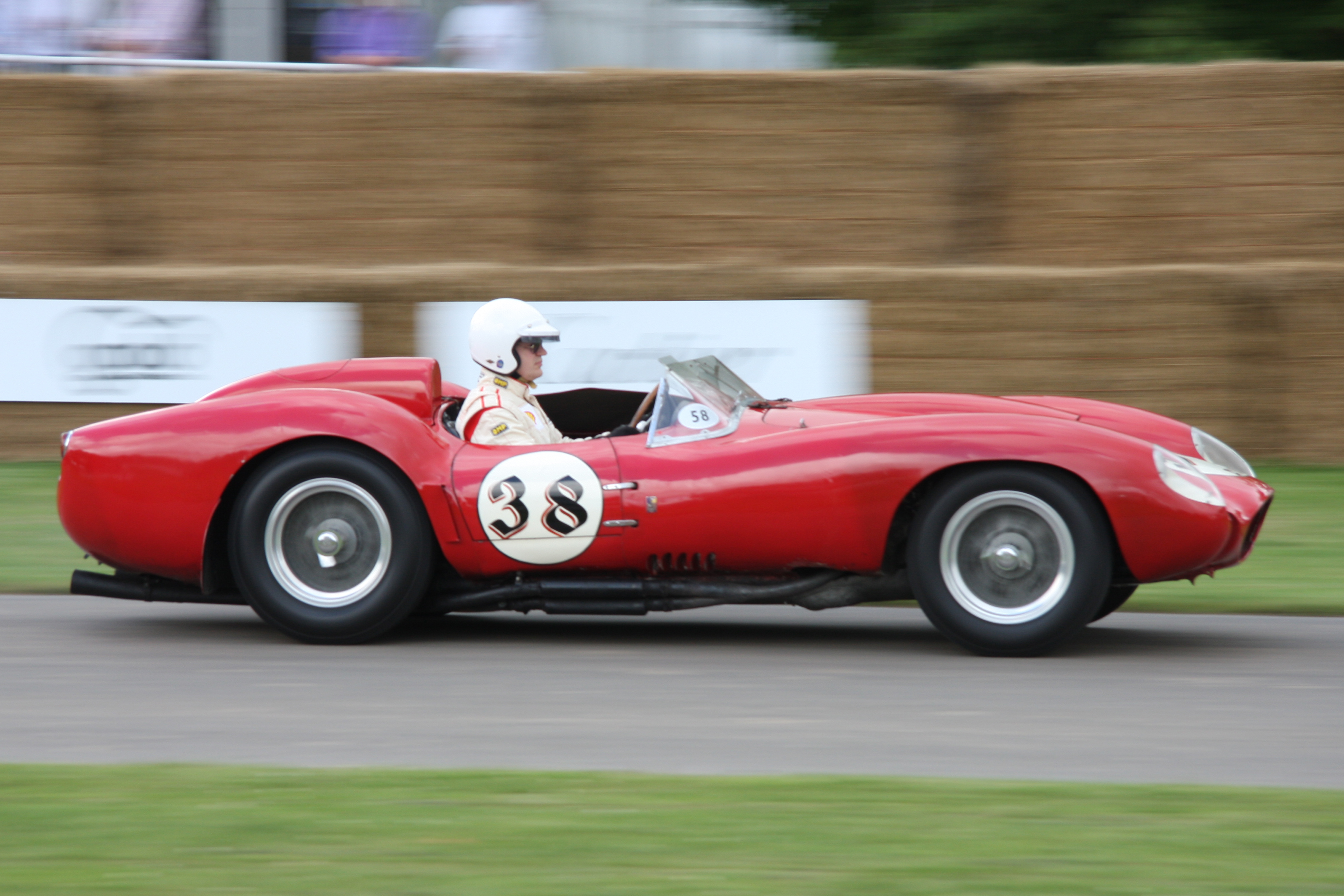
Una Ferrari 250 Testa Rossa

- Campionato del mondo vetture sport riservato ai costruttori di vetture sport.

Categorie
- Sport: vetture biposto con carrozzeria aperta o chiusa e motori con cilindrata massima di 3 litri, progettate e costruite appositamente per le competizioni ma dotate degli equipaggiamenti per l'uso stradale, suddivise in classi secondo la cilindrata[1].
- Gran Turismo: suddivise in categorie in base alla cilindrata.

Punteggi
Vengono assegnati punti solo alla vettura meglio classificata per ogni costruttore. Al primo costruttore classificato vengono attribuiti 8 punti, 6 al secondo, 4 al terzo, 3 al quarto, 2 al quinto, 1 al sesto. Per la classifica finale vengono conteggiati solo i migliori tre risultati. Le vetture gran turismo non ottengono punti.

## Costruttori
I seguenti modelli hanno contribuito a conquistare i punti nel campionato per i loro rispettivi costruttori.
- Ferrari 250 TR 59/60 & Ferrari Dino 246 S
- Porsche 718 RS 60
- Maserati 300S & Maserati Tipo 61
- Aston Martin DBR1/300

## Resoconto
Il stagione del 1960 si disputa su cinque prove: la 1000 km di Buenos Aires e la 12 Ore di Sebring in America, la Targa Florio, la 1000 km del Nürburgring e la 24 Ore di Le Mans in Europa. La 12 Ore di Sebring, la 1000 km del Nürburgring e la 24 Ore di Le Mans, sono inserite anche nel calendario della Coppa vetture gran turismo.
Il Campionato è abbastanza equilibrato e non vede nessuna squadra dominare per tutta la stagione. A Buenos Aires vince la Ferrari poi la Porsche trionfa alla 12 Ore di Sebring e alla Targa Florio. Al Nürburgring vince la Maserati e nuovamente la Ferrari a La Mans.
La Ferrari e la Porsche concludono il Campionato con 22 punti validi, ma Titolo costruttori viene assegnato alla Ferrari, per la sesta volta, grazie al maggior numero di punti totali conquistati.

## Risultati
| Nº | Data         | Gara                    | Costruttore | Vettura         | Categoria | Piloti                            | Resoconto | Note                                        |
| -- | ------------ | ----------------------- | ----------- | --------------- | --------- | --------------------------------- | --------- | ------------------------------------------- |
| 1  | 31 gennaio   | 1000 km di Buenos Aires | Ferrari     | 250 Testa Rossa | Sport     | Phil Hill - Cliff Allison         | Resoconto |                                             |
| 2  | 26 marzo     | 12 Ore di Sebring       | Porsche     | 718             | Sport     | Hans Herrmann - Olivier Gendebien | Resoconto | Valida anche per Coppa vetture gran turismo |
| 3  | 8 maggio     | Targa Florio            | Porsche     | 718             | Sport     | Hans Herrmann - Edgar Barth       | Resoconto |                                             |
| 4  | 22 maggio    | 1000 km del Nürburgring | Maserati    | Tipo 61         | Sport     | Stirling Moss - Dan Gurney        | Resoconto | Valida anche per Coppa vetture gran turismo |
| 5  | 25-26 giugno | 24 Ore di Le Mans       | Ferrari     | 250 Testa Rossa | Sport     | Olivier Gendebien - Paul Frère    | Resoconto | Valida anche per Coppa vetture gran turismo |

## Classifica
| Pos | Costruttore  | Pr 1 | Pr 2 | Pr 3 | Pr 4 | Pr 5 | Totale |
| --- | ------------ | ---- | ---- | ---- | ---- | ---- | ------ |
| 1   | Ferrari      | 8    | (4)  | 6    | (4)  | 8    | 22     |
| 2   | Porsche      | (4)  | 8    | 8    | 6    |      | 22     |
| 3   | Maserati     | 3    |      |      | 8    |      | 11     |
| 4   | Aston Martin |      |      |      |      | 4    | 4      |